# Паклене улице 6
Паклене улице 6 (енгл. Fast & Furious 6, Fast Six, Furious 6) амерички је акциони филм о уличним ауто-тркама из 2013. године. Наставак је филма Паклене улице 5 (2011) и шести је део истоименог филмског серијала, док су у главним улогама Вин Дизел, Пол Вокер, Двејн Џонсон, Мишел Родригез, Џордана Брустер, Тајрис Гибсон, Крис „Лудакрис” Бриџиз, Сунг Канг, Лук Еванс, Џина Карано и Џон Ортиз. Филм прати професионалну криминалну банду коју предводи Доминик Торето (Дизел), коме агент америчке дипломатске безбедносне службе, Лук Хобс (Џонсон), нуди амнестију у замену за помоћ у хватању плаћеничке организације коју предводи Овен Шо (Еванс).
Након што су се удаљили од теме уличних трка у претходном филму, који је остварио критички и комерцијални успех, овај филм је развијан са циљем да додатно трансформише франшизу, па су му додати елементи шпијунског и авантуристичког филма, у нади да ће додатно повећати број гледаоца. Пре-продукција је почела у априлу 2011, док је снимање почело у Лондону наредне године, а филм је сниман и на неким међународним локацијама међу којима су Канарска Острва, Глазгов и Лос Анђелес.
Филм је премијерно приказан у Лондону 7. маја 2013, док је у светску реализацију пуштен 24. маја исте године. Остварио је финансијски успех, био је шести најуспешнији филм из 2013. године и претекао је свог претходника као најуспешнији филм у серијалу. Зарадио је преко 788 милиона долара широм света и добио је позитивне критике од стране критичара, који су похвалили глуму, акционе сцене, режију, али су критиковали време трајања филма и сценарио. Наставак, Паклене улице 7, премијерно је приказан 2015. године.

## Радња
Након успешне пљачке у Рију, Доминик Торето (Вин Дизел) и његова екипа професионалних криминалаца се пензионисала широм света: Доминик је живео са Еленом (Eлза Патаки); његова сестра Мија (Џордана Брустер) и Брајан О’Конер (Пол Вокер) су добили сина, Џека; Жизел (Гал Гадот) и Хан (Сунг Kанг) су се преселили у Хонг Конг; а Роман (Тајрис Гибсон) и Теж (Лудакрис) живе у луксузу. Агент Америчке дипломатске безбедносне службе, Лук Хобс (Двејн Џонсон) и његова помоћница Рајли Хикс (Џина Карано) истражују уништење руског војног конвоја, верујући да су за то одговорни бивши припадник Британских специјалних снага, Овен Шо (Лук Еванс) и његова екипа. Хобс је успео да пронађе Доминика и затражио је од њега да му помогне у хапшењу Шоа; Доминик се сложио када му је Хобс показао слику његове бивше девојке Лети Ортиз (Мишел Родригез), за коју је мислио да је мртва. Доминик је окупио своју стару екипу (док су Лео и Сантос наставили да се коцкају у казинима у Монаку) и прихватају мисију у замену за пуну амнестију за њихова пређашња кривична дела, што би значило да могу да се врате кући у Сједињене Америчке Државе; Мија и Елена су остале са Џеком. Екипу је до Шоовог тајног скровишта одвео један од његових људи, али све то је била замка која је служила да одврати пажњу Доминикове екипе и полиције, док Шоова екипа не обави пљачку на другој локацији у Лондону. Шо бежи аутомобилом, дижући у ваздух читаво склониште и притом онемогућавајући већем делу полицијских возила да га прати, што оставља само Доминика, Брајана, Романа, Тежа, Хана, Жизел, Хобса и Рајли у потери за Шоом. Лети пристиже да помогне Шоу, и упуцава Доминика у десно раме без оклевања, пре него што је побегла. У њиховом штабу, Хобс саопштава Доминиковој екипи да Шо краде компоненте да направи уређај Ноћна сенка, који има могућност да угаси електричну енергију у читавом једном региону; он намерава да га прода човеку који највише понуди. У међувремену, Шоова истрага Доминикове екипе открива Летину везу са Домиником, али је откривено да она пати од амнезије. Роман, Хан, Жизел и Рајли истражују Шоовог подређеног сарадника, који открива Шоову повезаност са Артуром Брагом, дилером дроге ког је Брајан стрпао у затвор (Паклене улице 4). Брајан се враћа у Сједињене Америчке Државе као затвореник да дође до Браге; Брага открива Брајану да он може доћи близу Шоа, ако Шо то дозволи и описује како је Лети преживела експлозију за коју се мислило да ју је убила. Шо је отишао да је докрајчи, али након сазнања да је остала без памћења, довео ју је у своју екипу. Потпомогнут од стране савезника из ФБИ, Брајан је ослобођен из затвора. У Лондону, Доминик се трка са Лети. После тога, њих двоје причају и Доминик јој враћа огрлицу. Када је она отишла, Шо долази и нуди се да пусти Доминика и његову екипу да оду без последица, али Доминик одбија да оде без Лети. Шо покушава да прети Доминику са својим помоћником који је држао Доминика на нишану, Хобс је такође нишанио у Шоа. Доминик је рекао „јефтино владино пискарало”, понављајући оно како га је Шо назвао раније. Шо потом одлази без даљег инцидента.
Теж је сазнао да ће следећи Шоов напад бити на НАТО војну базу у Шпанији. Шо и његова екипа су напали војни конвој који је преносио компјутерски чип помоћу којег би завршио свој уређај. Доминик и његова екипа су се умешали и уништили конвој, док је за то време, Шо уз помоћ Лети успео да дође до тенка и почео са уништавањем возила по ауто-путу. Роман је успео да забије свој аутомобил испод тенка који је Брајан избацио са моста и тако преврнуо тенк. Лети је док се тенк превртао испала из њега и Доминик је ризиковао свој живот да је спаси да не падне са моста директно у смрт. Након свега, Шо и његови људи су ухваћени, али је он открио да је киднаповао Миу. Екипа је приморана да пусти Шоа, а Рајли (за коју се открило да ради за Шоа) одлази са њим; Лети одлучује да остане са Домиником. Шо и његова екипа се укрцавају на велики авион који је у покрету на писти, док га Доминик и његова екипа јуре. Доминик, Лети, Брајан и Хобс успевају да се укрцају на авион; Брајан спасава Мију и они беже уз помоћ аутомобила који је био на авиону. Авион покушава да полети, али му Хан, Жизел, Роман, Теж, Брајан и Мија не дозвољавају, јер су закачили сајлама своје аутомобиле за крила и труп авиона. Жизел је жртвовала свој живот да спасе Хана. Лети је убила Рајли и она и Хобс су скочили са авиона у један од аутомобила, али Доминик јури Шоа који и даље има компјутерске чипове. Шо бива избачен из авиона када се он срушио; Доминик који је узео један од преосталих возила је пробио кокпит авиона и успео да побегне из пламена и поново се састане са својом екипом, даје Хобсу чипове и обезбеђује њихову амнестију.
Након свега што се издогађало, Доминик и његов тим се враћају у Сједињене Америчке Државе. Хобс и Елена долазе код Доминика кући да потврде да су они слободни. Хан се и даље опоравља од Жизелине смрти и доноси одлуку да се врати у Токио, јер је то био његов и Жизелин план да се тамо одселе. Пре него што су Хобс и Елена отишли, Доминик говори Елени да не мора да иде, али она одговара да је ово његова породица, а да је полицијски одред њена, тако прихватајући да је Доминик изабрао Лети, а не њу. Када се Доминикова екипа окупила да руча, Доминик је питао Лети да ли јој ово окупљање изгледа познато; она одговара да не, али да се осећа као да је код куће.
У Токију, где Хана јури полиција, њега удара аутомобил који изазива несрећу у којој се Ханов аутомобил преврће; аутомобил је експлодирао и Хан умире. Возач другог аутомобила, одлазећи зове Доминика, и оставља му поруку: „Не познајеш ме. Али и те како ћеш ме упознати.”

## Улоге
| Глумац                 | Улога                |
| ---------------------- | -------------------- |
| Вин Дизел              | Доминик Торето       |
| Пол Вокер              | Брајан О’Конер       |
| Двејн Џонсон           | Лук Хобс             |
| Мишел Родригез         | Лети Ортиз           |
| Џордана Брустер        | Мија Торето          |
| Тајрис Гибсон          | Роман Пирс           |
| Крис „Лудакрис” Бриџиз | Теж Паркер           |
| Сунг Канг              | Хан Сеул-О           |
| Гал Гадот              | Жизел Јашар          |
| Лук Еванс              | Овен Шо              |
| Џина Карано            | Рајли Хикс           |
| Елза Патаки            | Елена Невес          |
| Џон Ортиз              | Артуро Брага         |
| Шеј Вигам              | агент Мајкл Стасијак |